# El cádillac rosa
Pink Cadillac (conocida como El cadillac rosa en español) es una película de acción/comedia estadounidense estrenada en 1990. La película está dirigida por Buddy Van Horn, especialista de escenas peligrosas, protagonizada por Clint Eastwood, Bernadette Peters y Timothy Carhart, y se la suele considerar como el mayor fracaso de la carrera de Eastwood. Tanto crítica como público la rechazaron completamente, y solo recaudó 12 millones de dólares.

## Argumento
Tommy Nowak (Eastwood) es un cazarrecompensas dedicado a la búsqueda y captura de morosos. Para ello, no duda en disfrazarse de payaso de rodeo o de crupier en una casino de Nevada, escenas que aportan algo de humor a la película.
Tommy Nowak es contratado por un grupo supremacista, cuyo líder es Roy McGuinn (Timothy Carhart), para que capture a la recién salida de la cárcel Lou Ann McGuinn (Bernadette Peters). Lou Ann huye de sus perseguidores en un cadillac rosa, propiedad de su marido, en el que hay ocultos 250.000 dólares, que ella piensa que son falsos.
Cuando Nowak encuentra a su perseguida en la ciudad de Reno, Nevada, Roy secuestra al bebé de Lou Ann que se encontraba con su tía (Frances Fisher). El cazarrecompensas decide ayudar a Lou Ann a recuperar al bebé, enfrentándose al grupo violento de Roy y convirtiéndose en un protector.

## Reparto
- Clint Eastwood como Tommy Nowak.
- Bernadette Peters como Lou Ann McGuinn.
- Timothy Carhart como Roy McGuinn.
- Gerry Bamman como Buddy.
- John Dennis Johnson como Waycross.
- Michael Des Barres como Alex.
- Jimmie F. Skaggs como Billy Dunston.
- Bill Moseley como Darrell.
- Michael Champion como Ken Lee.
- William Hickey como Mr. Barton.
- Geoffrey Lewis como Ricky Z.
- Jim Carrey como comediante imitando a Elvis Presley.
- James Cromwell como secretario de un motel.
- Sven-Ole Thorsen como Birthright Thug.
- Bill McKinney como camarero.
- Paul Benjamin como juez.
- Frances Fisher como Dinah.
- Bryan Adams como empleado en una gasolinera.
- Mara Corday como la señora Stick.

## Recepción
La película recibió muy malas críticas en general y fue un fracaso de taquilla, tan sólo recaudó 12 millones de dólares de los 19 millones invertidos en el film.
Pink Cadillac se estrenó en mayo de 1989 en los Estados Unidos compartiendo cartel con la tercera parte de la saga de Indiana Jones. En ciertos países no se estrenó en salas de cine, como en el Reino Unido, y en otros tuvo muy poca repercusión.